# Нетократія
Нетокра́тія (англ. netocracy) — нова форма управління суспільством, в рамках якої основною цінністю є не матеріальні предмети (гроші, нерухомість тощо), а інформація. Повноцінний доступ до достовірної інформації і маніпуляції з нею забезпечують владу над рештою учасників того чи іншого соціуму (суспільства, країни, держави).
Уперше термін використаний в книзі «Нетократія» (А. Зодерквіст), опублікованій у 2000 році, де також описується нова організація суспільства:

| В інформаційному суспільстві найважливішим мемом буде те, що можна уявити як вузол в рибальській сітці, певний портал влади (на зразок інтернет-порталу), сполучна ланка у всеохопній мережі. Навколо цього феномену формується найважливіший кластер інформаційної парадигми — Netократична мережа. |
Олександр Бард описує новий нижчий клас, який називається консумтаріатом, що є синтезом споживача і пролетаріату, основною діяльністю якого є споживання, регульоване згори. Його постійно тривожать приватні проблеми, бажання провокуються використанням реклами, а активна участь обмежується такими речами, як вибір продукту, його налаштування, взаємодія з інтерактивними продуктами та вибір способу життя.